# 梁家仁
梁家仁（英語：Bryan Leung，1948年1月20日—），香港男演員、導演、編劇，1970年代出道，曾出演多部武打影視作品，1982年在《天龍八部》飾演喬峰而著名。除飾演冷酷俠客外，1990年代與周星馳自《一本漫畫闖天涯》起開始合作，並參與其後多套電影中的諧趣角色。侄子為無綫藝人梁競徽。
梁家仁於1985年申請入籍台灣，成為中華民國臺灣地區居民（中華民國國民），也是香港明星足球隊成員。

## 背景
梁家仁在1967年畢業於漢華中學，在校時是籃球隊成員，與前無綫電視監製潘嘉德為同班同學。梁於1970年代出道，加入長弓電影公司，以武打動作演員身份在動作電影亮相，如在早期電影《肥龍過江》中曾與洪金寶有精彩的對打場面。後來他曾在《睡拳怪招》中擔任男主角。1979年與演員兼導演李超合組「超力（香港）影業公司」。梁家仁除在電影外，也從1981年起在電視台演出。當年電視台流行武俠劇，他多數以武俠片扮相登場。其比較成功的演出是1982年於無線電視劇集《天龍八部》中所扮演的喬峰，形神俱備，大俠形像俠氣縱橫，角色更被喻為「無人可取代的喬峰」，令梁家仁紅遍港台兩地。另外他又在《神鵰俠侶》中飾演郭靖；這部戲破了當時的收視紀錄。同時，他兩度飾演了洪七公一角，最近一次在2008年。
隨著1980年代末武打片式微，為尋求更多演出機會的梁家仁不排斥扮醜搞笑，願意降低身分演出配角，在《孖仔孖心肝》一劇飾演周星馳父親。自此梁家仁主演了多部喜劇，並在周星馳主演的電影中參演重要配角，包括《一本漫畫闖天涯》、《審死官》、《唐伯虎點秋香》等等。其中《唐伯虎點秋香》由他說的一段對白「小子，從今天開始，你就是華府的低等下人，9527就是你的終身代號。開始做事！」還一度被廣為影迷流傳。及後自1992年起，他成立了製作公司，專門製作電影和連續劇銷往海外。此前已在1982年與演員高飛、李麗麗、王龍威、胡雲龍等人合組「金龍會」與「創勁電影製作中心公司」經營娛樂生意，如舉行拳賽。2000年代往後多往來中國內地及香港參演影視作品。2000年獲周星馳邀請到廣州參與電影《少林足球》廣州站「明星大招募」活動。同年與肥媽一同為香港有線電視主持節目《肥媽一家仁》。而他在影視界多年，負責過的崗位計有動作指導、編劇、動作導演、出品人、策劃等等。

## 個人生活
梁家仁於1978年10月在台北地方法院註冊結婚，妻子劉淑慧是台灣人。二人在1979年再次於香港註冊。長子梁皓鈞在香港從事金融行業，幼子梁皓貽則在加拿大修讀3D動畫設計，於2005年與父親參演劇集《佛山贊師父》及電影《龍威父子》，现为电影幕后。侄子梁競徽（原名梁烈唯）为香港艺员。

## 政治立場
梁家仁曾經表示自己支持國安立法的聲明。